# ФК Шефилд венздеј
ФК Шефилд венздеј (енгл. Sheffield Wednesday Football Club) је енглески фудбалски клуб из Шефилда. Тренутно се такмичи у Чемпионшипу, другом рангу такмичења, након што се у сезони 2011/12. као другопласирани у Првој фудбалској лиги (3. лига) пласирао у виши ранг.
Шефилд венсдеј је један од најстаријих професионалних фудбалских клубова у свету и трећи у Енглеској. Клуб је основан 1867. као Венздеј (енгл. The Wednesday), а од 1929. носи име Шефилд венздеј. Своје домаће утакмице од 1899. игра на стадиону Хилсборо у северозападном предграђу Оулертон, који има капацитет од 39.732 седећих места.
Био је један од оснивача Фудбалске алијансе 1899. и првак у првој сезони. Од уласка у Фудбалску лигу 1892. клуб је већи део своје историје провео у највишем рангу енглеског фудбала. Освојио је друго фудбалско такмичење икада одржано, Кроумвел куп, који је остао у њиховом поседу. Такође је био и један од клубова оснивача Премијер лиге 1992. године. Шефилд венсдеј је освојио четири лигашке титуле првака Енглеске, три пута ФА куп и по једном Лига куп Енглеске и ФА Черити шилд, али је трофеј Лига купа 1991. био последњи велики трофеј клуба. Највећи ривал клуба је Шефилд јунајтед.

## Успеси

### Лигашки
Прва лига Енглеске (данашња Премијер лига)
- Првак (4): 1902/03, 1903/04, 1928/29, 1929/30.
- Вицепрвак (1): 1960/61.

Друга дивизија Енглеске (данашњи Чемпионшип)
- Првак (5): 1899/00, 1925/26, 1951/52, 1955/56, 1958/59.

Фудбалска алијанса
- Првак (1): 1889/90.

### Куп
ФА куп
- Освајач (3): 1895/96, 1906/07, 1934/35.
- Финалиста (3): 1989/90, 1965/66, 1992/93.

Лига куп Енглеске
- Освајач (1): 1990/91.
- Финалиста (1): 1992/93.

ФА Черити шилд (данашњи ФА Комјунити шилд)
- Освајач (1): 1935.
- Финалиста (1): 1930.

Кроумвел куп
- Освајач (1): 1868.

## Стадион

### Претходни стадиони
Први стадион клуба је био Хајфилд, који је користио од оснивања до 1870, након тога клуб је користио више стадиона, Миртл роуд, Хили, Хантерс бар, Шеф хоус и Бремол лејн (стадион Шефилд јунајтеда), пре него што је 1887. добио свој дом, стадион Олив Гроув. Због проширења железничке пруге клуб није могао да обнови закуп терена па је 1899. морао да потражи нови дом.

### Стадион Хилсборо
Од 1899. дом клуба је стадион Хилсборо у Оулертону, северозападном предграђу Шефилда. Првобитно је стадион носио име Оулертон али је 1914. Оулертон постао део изборне јединице Хилсборо и тако је стадион добио данашње име. Тренутни капацитет стадиона је 39.732 седећих места.
Хилсборо је био домаћин Светског првенства 1966, Европског првенства 1996, као и 28 утакмица полуфинала ФА купа.
На Хилсбороу се 15. априла 1989. догодила једна од највећих спортских трагедија када је у полуфиналу ФА купа између Ливерпула и Нотингем фореста због пренатрпаности трибине Лепинг лејн погинуло 96 навијача Ливерпула, који су били згњечени или се угушили, док је 766 повређено. Званична истрага несреће, Тејлоров извештај, је закључила да је главни разлог несреће лоша полицијска контрола.

## Шефилд венздеј у европским такмичењима
| Сезона   | Такмичење             | Коло         | Противник       | Домаћин | Гост | Укупан резултат |
| -------- | --------------------- | ------------ | --------------- | ------- | ---- | --------------- |
| 1961/62. | Куп сајамских градова | 1. коло      | Олимпик Лион    | 5:2     | 2:4  | 7:6             |
| 1961/62. | Куп сајамских градова | 2. коло      | Рома            | 4:0     | 0:1  | 4:1             |
| 1961/62. | Куп сајамских градова | Четвртфинале | Барселона       | 3:2     | 0:2  | 3:4             |
| 1963/64. | Куп сајамских градова | 1. коло      | ДОС Утрехт      | 4:1     | 4:1  | 8:2             |
| 1963/64. | Куп сајамских градова | 2. коло      | Келн            | 1:2     | 2:3  | 3:5             |
| 1992/93. | УЕФА куп              | 1. коло      | Спора Луксембуг | 8:1     | 2:1  | 10:2            |
| 1992/93. | УЕФА куп              | 2. коло      | Кајзерслаутерн  | 2:2     | 1:3  | 3:5             |
| 1995.    | Интертото куп         | Група 1      | Базел           |         | 0:1  |                 |
| 1995.    | Интертото куп         | Група 1      | Горњик Забже    | 3:2     |      |                 |
| 1995.    | Интертото куп         | Група 1      | Карлсруер       |         | 1:1  |                 |
| 1995.    | Интертото куп         | Група 1      | Орхус           | 3:1     |      |                 |